# Stenotenes acroptycha
Stenotenes acroptycha är en fjärilsart som beskrevs av Diakonoff 1954. Stenotenes acroptycha ingår i släktet Stenotenes och familjen vecklare. Inga underarter finns listade i Catalogue of Life.